# Юдзуки, Тина
Тина Юдзуки (яп. 柚木ティナ Юдзуки Тина, род. 29 октября 1986 г.) — японская актриса, певица и модель. С конца 2007 года выступала под псевдонимом «Рио». В январе 2016 года объявила об окончании карьеры.

## Биография
Родилась 29 октября 1986 года в Токио. Её отец — японец, мать — португалка. Мать научила её португальскому языку.
В ноябре 2005 года в возрасте 19 лет Тина Юдзуки дебютировала в качестве порноактрисы, снявшись в фильме «Hot Wind» для компании «Max-A». Режиссёр этого фильма, известный под псевдонимом «Тосио», впоследствии продолжил сотрудничество с Тиной, она снялась в ряде его фильмов. Одним из примеров их совместной работы является вышедший в марте 2007 года фильм «High School Uniform and Machine-Gun». В 2006—2007 годах видео с участием Тины выходили каждый месяц. Она получила премию «Best New Actress» на конкурсе 2006 года «AV Actress Grand Prix».
В сентябре 2007 года Тина Юдзуки объявила в своём официальном блоге, что она берёт псевдоним «Рио», после этого она начала вести новый блог под этим именем. В октябре того же года вышел фильм «Endless Ecstasy Fuck», он стал первым, в котором она использовала псевдоним «Рио». Через два года работы с компанией «Max-A» Тина Юдзуки начала сотрудничество с компанией «S1 No. 1 Style», которая входит в крупнейшую компанию Японии по производству порнографии «Hokuto Corporation». В феврале 2008 года вышел первый фильм произведённый «Hokuto Corporation», в котором снялась Тина. Он получил название «Risky Mosaic Rio», в качестве режиссёра выступил Хидэто Аки.
Получила премию «Best Actress Award» на конкурсе 2008 Adult Broadcasting Awards. Помимо этого, вышедший в ноябре 2008 года фильм «Double Risky Mosaic, Rio & Yuma», в котором снялись Тина Юдзуки и Юма Асами, был показан на конкурсе 2009 AV GrandPrix. Этот фильм выиграл самую престижную награду «GrandPrix Award», помимо этого он одержал победу в номинациях: «DVD Sales», «Retailers Award», «Package Design», и «Best Featured Actress Video».
В марте 2009 года вышел фильм «Rio’s Everyday Carnival», это был первый фильм Тины Юдзуки, снятый в сотрудничестве со студией «IdeaPocket».
В 2009 году Тина впервые снялась в обычном фильме. Она исполнила роль школьницы, занимающейся проституцией, в триллере «Stop the Bitch Campaign» (яп. 援助交際撲滅運動). Премьера фильма состоялась в феврале 2009 года на кинофестивале «Yubari International Fantastic Film Festival». В июне 2009 года фильм вышел на DVD.
Также в 2009 года Тина Юдзуки стала одной из трёх порноактрис, снявшихся в совместном японо-корейском проекте «Korean Classroom», который в мае 2009 года был показан на корейском телевидении. Вместе с Сола Аой и Михиро Танигути Тина Юдзуки совершила тур по Корее в рамках рекламной кампании проекта «Korean Classroom». Позднее в том же году Тина снялась в комедии «Kosupure tantei» (яп. コスプレ探偵), снятой на основе одноимённой манги. В июле 2009 года фильм вышел в кинотеатрах, через месяц вышел на DVD.
Тина также снималась в японских ТВ-сериалах, она исполнила роль Лизы в первом и одиннадцатом (последнем) эпизодах в сериале «Unubore Deka» (яп. うぬぼれ刑事), снятом компанией TBS. Сериал демонстрировался с июля по сентябрь 2010 года, помимо Тины Юдзуки в нём также снялись Томоя Нагасэ, Тома Икута и Мика Накасима. В том же году Тина сыграла жертву убийства в кинофильме «Keishichō Minamidaira Han - Nana Nin No Keiji» (яп. 警視庁南平班〜七人の刑事〜).
В мае 2011 года Тина снялась в драме «Hard Life» (яп. ハードライフ ～紫の青春・恋と喧嘩と特攻服～), которая была снята на основе произведения Суэко Накамуры. Премьерный показ фильм прошёл на кинофестивале "Yubari International Fantastic Film Festival", в мае 2011 года фильм вышел в кинотеатрах Японии.
Под псевдонимом «Рио» в декабре 2013 года Тина дебютировала как певица, компанией «JVC» был выпущен CD + DVD диск "アイム・セクシー〜Da Ya Think I'm Sexy?〜".
Входила в «Ebisu Muscats».
В январе 2016 года объявила об окончании карьеры. Последний фильм с участием Тины вышел 19 января 2016 года.